# Hølen (Nordland)
Hølen est une localité du comté de Nordland, en Norvège.

## Géographie
Administrativement, Hølen fait partie de la kommune de Dønna.